# Statue de Castel
La statue de Castel est une statue en bronze, située à Vire, département du Calvados, en France. Elle représente René Castel. Elle est l'œuvre du sculpteur français Jean Baptiste Joseph De Bay,,.

## Localisation
La statue est située à Vire, sur la Place Castel.

## Histoire
René Castel est né à Vire en 1758. Homme politique en tant que député du Calvados et maire de Vire, botaniste et homme de lettres, il fut également professeur et précepteur du comte Louis de Chevigné. Le comte de Chevigné commanda une statue à Jean Baptiste Joseph De Bay après la mort de son maître à Reims en 1832.
La statue datée de 1835 est présentée au salon l'année suivante et intègre le Château de Boursault.
Louis de Chevigné offre la statue à la ville de Vire en 1868 et également 10 000 francs pour aider à la mise en place et elle est mise en place l'année suivante sur la place de l'Hôtel-de-Ville, en même temps qu'un buste à Charles-Julien Lioult de Chênedollé.
L'inauguration a lieu le 12 septembre 1869.
Son déboulonnage et sa fonte sont décidés sous le régime de Vichy, dans le cadre de la mobilisation des métaux non ferreux. Elle est déposée le 6 janvier 1942 par l'entreprise de pompes funèbres et marbrerie Rougereau. Au lieu de l'expédier pour qu'elle soit fondue, Édouard Rougereau la cache sous son tas de bois dans la cave de sa maison, rue du Calvados (qui depuis a été rebaptisée avenue de la Gare) jusqu'en 1944. Il la déplace ensuite dans la halle aux grains (qui depuis a été rebaptisée halle Michel Drucker) jusqu'à la fin de la guerre. Elle est réinstallée sur son socle en 1945.
Le monument hors le socle fait l'objet d'une inscription au titre des monuments historiques depuis le 18 août 2006.

## Description
Le monument est une statue en bronze.
Le sujet de l'œuvre est présenté âgé, assis, et dans son activité de nauraliste : accoudé à un tronc d'arbre, il étudie un champignon qu'il tient dans sa main gauche.